# Limours
Limours és un municipi francès, situat al departament de l'Essonne i a la regió de Illa de França. L'any 2007 tenia 6.344 habitants.
Forma part del cantó de Dourdan, del districte de Palaiseau i de la Comunitat de comunes del País de Limours.

## Demografia

### Població
El 2007 la població de fet de Limours era de 6.344 persones. Hi havia 2.483 famílies, de les quals 606 eren unipersonals (244 homes vivint sols i 362 dones vivint soles), 724 parelles sense fills, 913 parelles amb fills i 240 famílies monoparentals amb fills.
La població ha evolucionat segons el següent gràfic:
Habitants censats

### Habitatges
El 2007 hi havia 2.617 habitatges, 2.503 eren l'habitatge principal de la família, 31 eren segones residències i 84 estaven desocupats. 1.949 eren cases i 598 eren apartaments. Dels 2.503 habitatges principals, 1.785 estaven ocupats pels seus propietaris, 639 estaven llogats i ocupats pels llogaters i 79 estaven cedits a títol gratuït; 133 tenien una cambra, 221 en tenien dues, 313 en tenien tres, 503 en tenien quatre i 1.332 en tenien cinc o més. 1.955 habitatges disposaven pel capbaix d'una plaça de pàrquing. A 1.013 habitatges hi havia un automòbil i a 1.292 n'hi havia dos o més.

### Piràmide de població
La piràmide de població per edats i sexe el 2009 era:
| Homes | Edats   | Dones |
| ----- | ------- | ----- |
| 0     | 95 o +  | 4     |
| 24    | 90 a 94 | 24    |
| 16    | 85 a 89 | 36    |
| 16    | 80 a 84 | 32    |
| 32    | 75 a 79 | 84    |
| 84    | 70 a 74 | 92    |
| 140   | 65 a 69 | 128   |
| 192   | 60 a 64 | 176   |
| 148   | 55 a 59 | 212   |
| 320   | 50 a 54 | 272   |
| 276   | 45 a 49 | 284   |
| 224   | 40 a 44 | 288   |
| 208   | 35 a 39 | 220   |
| 144   | 30 a 34 | 196   |
| 220   | 25 a 29 | 148   |
| 260   | 20 a 24 | 192   |
| 316   | 15 a 19 | 280   |
| 292   | 10 a 14 | 280   |
| 204   | 5 a 9   | 192   |
| 104   | 0 a 4   | 112   |

## Economia
El 2007 la població en edat de treballar era de 4.192 persones, 3.173 eren actives i 1.019 eren inactives. De les 3.173 persones actives 2.984 estaven ocupades (1.541 homes i 1.443 dones) i 189 estaven aturades (109 homes i 80 dones). De les 1.019 persones inactives 355 estaven jubilades, 435 estaven estudiant i 229 estaven classificades com a «altres inactius».

### Ingressos
El 2009 a Limours hi havia 2.505 unitats fiscals que integraven 6.547,5 persones, la mediana anual d'ingressos fiscals per persona era de 26.773 €.

### Activitats econòmiques
Dels 307 establiments que hi havia el 2007, 6 eren d'empreses alimentàries, 5 d'empreses de fabricació de material elèctric, 8 d'empreses de fabricació d'altres productes industrials, 30 d'empreses de construcció, 59 d'empreses de comerç i reparació d'automòbils, 11 d'empreses de transport, 11 d'empreses d'hostatgeria i restauració, 12 d'empreses d'informació i comunicació, 17 d'empreses financeres, 21 d'empreses immobiliàries, 59 d'empreses de serveis, 47 d'entitats de l'administració pública i 21 d'empreses classificades com a «altres activitats de serveis».
Dels 70 establiments de servei als particulars que hi havia el 2009, 1 era una oficina d'administració d'Hisenda pública, 1 gendarmeria, 1 oficina de correu, 7 oficines bancàries, 1 funerària, 7 tallers de reparació d'automòbils i de material agrícola, 1 taller d'inspecció tècnica de vehicles, 5 paletes, 3 guixaires pintors, 2 fusteries, 6 lampisteries, 5 electricistes, 2 empreses de construcció, 5 perruqueries, 2 veterinaris, 7 restaurants, 10 agències immobiliàries, 2 tintoreries i 2 salons de bellesa.
Dels 21 establiments comercials que hi havia el 2009, 2 eren supermercats, 1 un supermercat, 4 fleques, 3 carnisseries, 1 una botiga de congelats, 1 una peixateria, 2 botigues de roba, 2 botigues d'equipament de la llar, 1 una botiga de material de revestiment de parets i terra, 1 un drogueria, 1 una perfumeria i 2 floristeries.
L'any 2000 a Limours hi havia 9 explotacions agrícoles.

## Equipaments sanitaris i escolars
Els 2 equipaments sanitaris que hi havia el 2009 eren farmàcies.
El 2009 hi havia 2 escoles maternals i 2 escoles elementals. A Limours hi havia 1 col·legi d'educació secundària i 1 liceu d'ensenyament general. Als col·legis d'educació secundària hi havia 759 alumnes i als liceus d'ensenyament general 672.

## Poblacions més properes
El següent diagrama mostra les poblacions més properes.